# کارول فرک
کارول فرک (رومانیایی: Carol Frech؛ ۱۸۹۶ – ۱۹۵۹) بازیکن فوتبال اهل رومانی بود.
وی همچنین در تیم ملی فوتبال رومانی بازی کرده‌است.